# 1896 год в авиации
Список событий в авиации в 1896 году.

## События

### Без точных дат
- Состоялись успешные испытания планера конструкции Октава Шанута.[1]
- Успешно проходит испытания планер польского изобретателя Танского.[2]

## Персоны

### Родились
- 13 июля — Черановский, Борис Иванович, советский авиаконструктор.

### Скончались
- 10 августа — Отто Лилиенталь, погиб в Берлине во время полёта на планере собственной конструкции.